# Franziskanerkloster (Sanok)

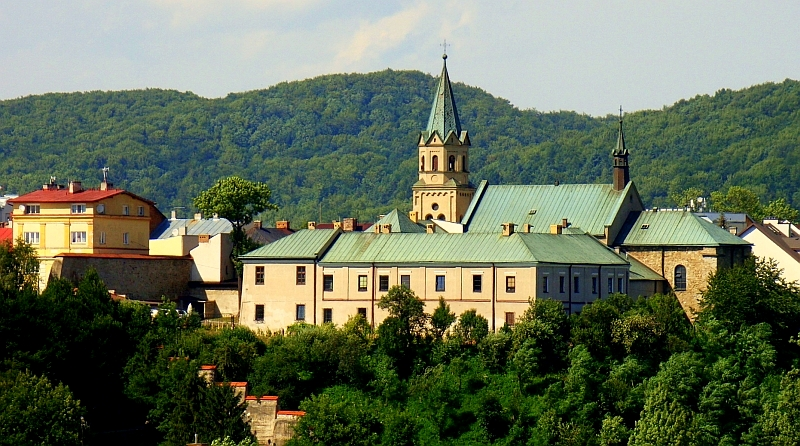
Franziskanerkloster mit Kirche an der südöstlichen Ecke vom Marktplatz in Sanok und das Salzgebierge im Hintergrund (2013)

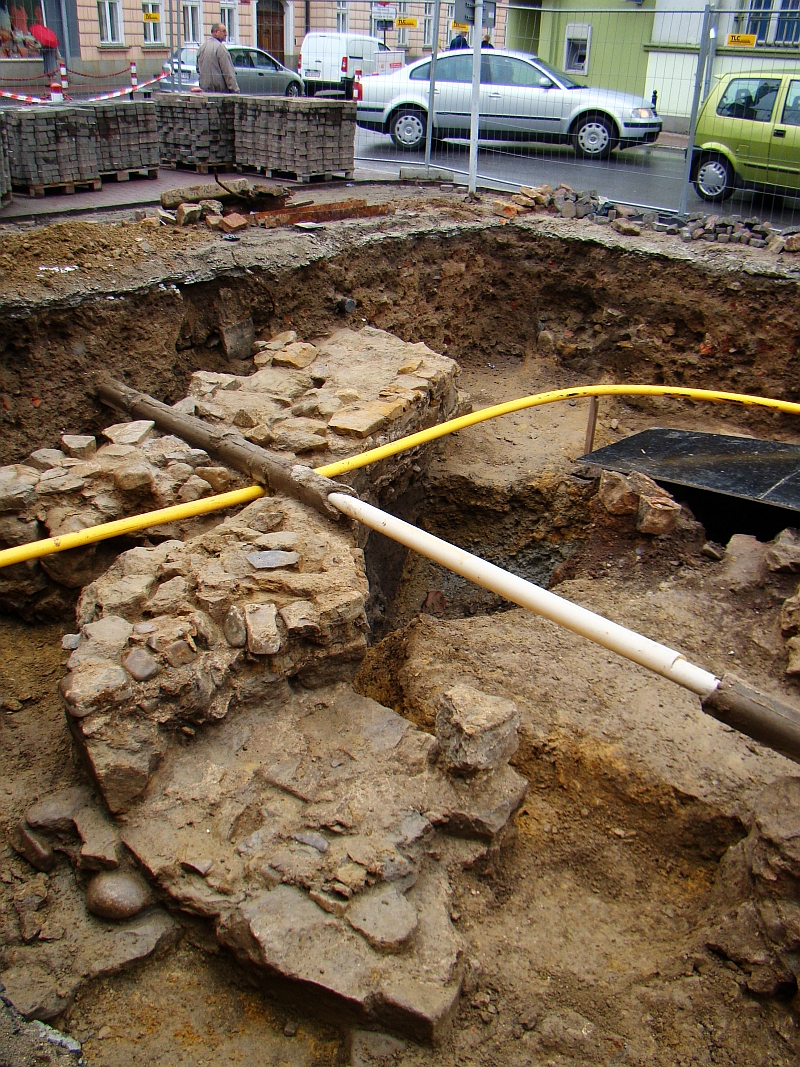
Kirche der Geburt der Jungfrau Maria – hinter den Mauern der Stadt, Ruinen

Das Franziskanerkloster Sanok ist ein von den Minderen Brüdern des Heiligen Franziskus von Assisi in der ersten Hälfte des 14. Jahrhunderts am Ufer der San im Zentrum der polnischen Stadt Sanok gegründetes römisch-katholisches Männerkloster. Das Fragment der Mauer dieses Klosters stammt aus dem 14. Jh. und seine Einrichtung aus dem 17. Jahrhundert. Am Hauptaltar sieht man die große Kreuzigung aus dem 18. Jh. und am linken Nebenaltar ein Muttergottesbild der Erde von Sanok aus dem 16. Jahrhundert.
Es war die erste Ordensniederlassung auf Sanoker Stadtgebiet. Direkt neben dem Klostergebäude an der Südostecke des Marktplatzes steht die Franziskanerkirche, deren Geschichte im 14. Jh. beginnt. In den Innenhof des Klosters durch das Tor münden die Franziskaner-Gasse sowie die historische Franziskanertreppe von der Błonia-Ebene am Plowce-Bach, die als Verbindungen zu den Vorstädten.
An das Konventsgebäude schließt sich die Franziskanerkirche Sanok an, die heutige Pfarrkirche Sanok-Kreuzerhöhung. Die Klosterkirche mit dem markanten Turm ist Pfarrkirche der Pfarre Sanok-Kreuzerhöhung im Dekanat Sanok und gehört zur Stadtkirche Sanok.
Dieser Bau wird von der Stiftung für deutsch-polnische Zusammenarbeit aus Mitteln der Bundesrepublik Deutschland finanziell unterstützt.

## Geschichte
Die ersten Minderen Brüder des heiligen Franziskus von Assisi trafen um 1237 in Przemyśl ein. 1377 wurde in der Vorstadt hinter den Mauern der Stadt Sanok auf Bitten des Przemyśler Bischofs Erich von Winsen durch Statthalter Ladislaus von Oppeln ein Franziskaner-Hospitium mit Wallfahrtskirche (später Kloster) zu Ehren „der Jungfrau Maria“ gegründet.
Die neue Kirche zu Ehren der Entdeckung des heiligen Kreuzes, eine Stiftung Königin Elisabeths, wurde in den Jahren 1384 bis 1387 von Starost erstellt. Die Klosterkirche befand sich in der Altstadt am Südostrand der Sanoker Stadtmauern, wo sie heute noch steht. An der Südostecke der Klosterkirche steht das neogotische "Alte Rathaus" vom Ende des 18. Jh. mit einer Turmuhr im Eingang und dem Stadtwappen. Nordöstlich gegenüber stehen alte Häuser der Stadt.
Im späten Mittelalter entstanden hier viele christliche Zusammenschlüsse, vor allem die Bruderschaft der Leidenschaft, die Bruderschaft vom Gürtel des hl. Franz von Assisi, die Bruderschaft zu Ehren des heiligen Ivo, die Bruderschaft von St. Anna, die Bruderschaft des Skapuliers der seligen Jungfrau Maria und die Gürtelbruderschaft Unserer Lieben Frau.
Im Jahre 1855 dienten einige Klosterräume als Haft- und Kreisgericht zu Sanok.
Im 17. Jahrhundert wurde das Kloster von den Franziskanerobservanten (OFM) übernommen, die es seitdem besitzen. Es wurde 1606 auf Initiative des Grundbesitzers Petrus Bal fondsfinanziert. Die Kirche wurde nach einem Brand 1637 ohne Turm im barocken Stil wiederaufgebaut.
Der Turm, der 1743 und erneut 1872 niederbrannte, wurde 1895 nach dem Projekt des galizischen Architekten Władysław Beksiński im neoromanischen Stil wieder erneuert.

### Karner
Unter dem Franziskusaltar befindet sich eine Gruft mit den Gebeinen von Adelsfamilien.